# Campeonato de España de Aficionados
El Campeonato de España de Aficionados fue una antigua competición de carácter amateur disputado entre los campeones regionales de aficionados entre 1929 y 1987 bajo el amparo de la Real Federación Española de Fútbol (RFEF). 
Durante el más de medio siglo que duró la competición, se disputaron un total de cincuenta y cinco ediciones siendo el Real Madrid Club de Fútbol "C" —otrora Real Madrid de Aficionados— el equipo más laureado con un total de ocho campeonatos.

## Historia
El Campeonato de España de Aficionados fue impulsado en la década de los años veinte —fecha en la que el fútbol se convirtió en un deporte profesional en el país— por la Real Federación Española de Fútbol creó una competición de carácter amateur para promocionar la competitividad del fútbol aficionado y en especial a aquellos jóvenes que aún podían tener posibilidades de convertirse en profesionales. 
Se inició finalmente en la temporada 1929-30 bajo el popularmente conocido nombre de Campeonato de España Amateur, aunque la denominación sufrió algunas variaciones según la región debido al formato del mismo que establecía que solo podían disputarlo jugadores menores de veintitrés años.
 En él participaron los campeones regionales de aficionados de cada Federación, bajo un total de diez equipos. Estos lograban su clasificación en la denominada Copa de España de Aficionados organizada por cada Federación regional, existentes desde años antes, al igual que sucediese con los campeonatos regionales y la Copa del Rey. Los dos mejores clasificados accedían al Campeonato Nacional. 
Los primeros participantes fueron el Atlético de Zaragoza, el Club Gijón, la Sociedad Deportiva Eclipse de Santander Fútbol Club, la Sociedad Deportiva Ferroviaria de Valladolid, la Asociación Deportiva Tranviaria de Madrid, el Avant Fortpienc de Barcelona, Club Deportivo Emerita (posteriormente retirado), el Hércules Club de Fútbol, el Gimnástico Fútbol Club de Valencia y el Cantabria Sport de Bilbao, proclamándose campeón el Club Gijón asturiano tras vencer al Hércules C. F.  el 1 de junio de 1930 en la final disputada en Barcelona.
Pese al carácter amateur de la competición, los equipos profesionales como el Real Madrid Club de Fútbol, Fútbol Club Barcelona, Real Zaragoza, Sevilla Fútbol Club, Valencia Club de Fútbol, Club Deportivo Castellón, Club Deportivo Alcoyano o Athletic Club coparon con sus respectivos equipos filiales veintidós de los títulos sobre un total de las treinta y ocho finales en las que participaron. Incluso los equipos filiales del Club Atlético Osasuna, Real Murcia, Real Betis Balompié, Real Club Deportivo Español o Real Oviedo lograron otros tantos subcampeonatos, dando muestra de que los clubes en aquel momento en Primera División de España jugaban con cierta ventaja, pues tenían unas estructuras de clubes profesionales y podían facilitar todo tipo de apoyo a sus clubes amateur o filiales, tanto en medios como en ayudas económicas. De hecho sólo estos coparon treinta y cinco eliminatorias finales de las cincuenta y cinco ediciones de las que dispuso la competición.
En contraposición, los otros equipos amateur se encontraban con numerosos problemas de fechas o desplazamientos costosos entre otros que dificultaban aún más su participación, lo que provocó en ocasiones que se retirasen en mitad de la competición. 
Con el tiempo la competición fue perdiendo interés, y debido a las reformas realizadas por la RFEF, esta competición dejó de disputarse por el año 1987.

## Historial
| Temporada | Campeón                             | Subcampeón                        | Resultado | Notas            |
| --------- | ----------------------------------- | --------------------------------- | --------- | ---------------- |
| 1930      | Club Gijón*                         | Hércules FC (Alicante)            | 3-2       | en Barcelona     |
| 1931      | Club Ciosvin (Vigo)*                | Club Deportivo Huesca*            | 4-1       | en Madrid        |
| 1932      | Imperio Fútbol Club*                | SD Erandio Club                   | 3-0       | en Madrid        |
| 1933      | SD Erandio Club                     | Sevilla FC Amateur*               | 1-0       | en Barcelona     |
| 1934      | Unión Club de Irún                  | CD Olímpico (Xàtiva)              | 2-1       | en Barcelona     |
| 1935      | Sevilla FC Amateur*                 | Club Ciosvin (Vigo)*              | 6-1       | en Madrid        |
| 1936      | Sevilla FC Amateur*                 | Real Zaragoza                     | 3-1       | en Valencia      |
| 1940      | Stadium Club Avilesino              | Sevilla FC Amateur*               | 4-2       | en Madrid        |
| 1941      | Real Zaragoza                       | CD Alcoyano                       | 2-0       | en Valencia      |
| 1942      | Valencia CF Amateur*                | SD Indauchu                       | 3-1       | en Madrid        |
| 1943      | Club Langreano*                     | Sevilla FC Amateur                | 3-1       | en Madrid        |
| 1944      | Barreda Balompié                    | FC Barcelona Amateur*             | 3-1       | en Barcelona     |
| 1945      | SD Indauchu                         | FC Barcelona Amateur*             | 3-0       | en Bilbao        |
| 1946      | Agrupación Deportiva Ferroviaria    | CD Mestalla (Valencia)            | 3-2       | en Madrid        |
| 1947      | Agrupación Deportiva Ferroviaria    | SD Indauchu                       | 2-0       | en Madrid        |
| 1948      | CD Alcoyano                         | SD Indauchu                       | 4-0       | en Madrid        |
| 1949      | FC Barcelona Amateur*               | SD Indauchu                       | 3-2       | en Barcelona     |
| 1950      | CD Cuatro Caminos*                  | CD Getxo                          | 5-3       | en Madrid        |
| 1951      | CD Basconia                         | AR Chamberí (Madrid)*             | 1-0       | en Madrid        |
| 1952      | FC Barcelona Amateur*               | Marín CF                          | 4-1       | en Madrid        |
| 1953      | SD Eibar                            | AD Rayo Vallecano                 | 7-1       | en Zaragoza      |
| 1954      | Boetticher & Navarro de Villaverde* | CD Burriana                       | 2-0       | en Zaragoza      |
| 1955      | Agromán CF (Madrid)*                | SD Arenas (Zaragoza)              | 3-2       | en Madrid        |
| 1956      | SD Eibar                            | Sevilla FC Amateur                | 3-0       | en Madrid        |
| 1957      | CD Galdakao                         | UD Salamanca                      | 4-1       | en Bilbao        |
| 1958      | UD Salamanca*                       | CD Azkoyen (Peralta)              | 5-2       | en Madrid        |
| 1959      | UD Salamanca*                       | Zeltia Deportivo Porriño*         | 4-0       | en Madrid        |
| 1960      | Real Madrid Aficionados             | Peñarroya-Pueblonuevo C.F.        | 4-2       | en Madrid        |
| 1961      | FC Barcelona Amateur*               | Tomelloso CF*                     | 3-2       | en Valencia      |
| 1962      | Real Madrid Aficionados             | FC Barcelona Amateur*             | 2-1       | en Zaragoza      |
| 1963      | Real Madrid Aficionados             | FC Barcelona Amateur*             | 1-0       | en Valencia      |
| 1964      | Real Madrid Aficionados             | Club Atlético Osasuna "B"         | 2-1       | en Zaragoza      |
| 1965      | Real Madrid Aficionados             | FC Barcelona Amateur*             | 4-3       | en Valencia      |
| 1966      | Real Madrid Aficionados             | FC Barcelona Amateur *            | 4-3       | en Alicante      |
| 1967      | Real Madrid Aficionados             | FC Barcelona Amateur*             | 2-1       | en Zaragoza      |
| 1968      | Bilbao Athletic                     | Fútbol Club Barcelona "C"*        | 4-1       | en Zaragoza      |
| 1969      | CD Cuatro Caminos*                  | Cultural y Deportiva Leonesa      | 5-2       | en Valladolid    |
| 1970      | Real Madrid Aficionados             | UD San Antonio (Las Palmas de GC) | 5-0       | en Alicante      |
| 1971      | Fútbol Club Barcelona "C"*          | CD Getxo                          | 3-1       | en Castellón     |
| 1972      | UD Arechavaleta                     | Imperial CF (Murcia)              | 2-1       | 2-2              |
| 1973      | CD Anaitasuna (Azkoitia)            | CP Cacereño                       | 4-1       | en San Sebastián |
| 1974      | SD Huesca                           | Real Zaragoza "B"                 | 0-0       | 3-0              |
| 1975      | Albacete Balompié                   | AP Almansa*                       | 5-0       | 0-1              |
| 1976      | CF Reus                             | Real Betis B                      | 0-0       | 5-2              |
| 1977      | Toscal CF (Sta Cruz Tenerife)*      | AP Almansa*                       | 4-2       | 1-2              |
| 1978      | Cartagena FC                        | AP Almansa*                       | 2-0       | 1-3              |
| 1979      | UD Puzol                            | UD Carcaixent                     | 4-1       | 1-1              |
| 1980      | Fútbol Club Barcelona "C"*          | Real Madrid Aficionados           | 4-0       | 1-0              |
| 1981      | Real Zaragoza "B"                   | RCD Español Amateur*              | 2-0       | 1-2              |
| 1982      | Fútbol Club Barcelona "C"*          | Mazarrón CF*                      | 2-0       | 3-0              |
| 1983      | Real Zaragoza "B"                   | CD Castellón B                    | 6-1       | 2-2              |
| 1984      | Real Zaragoza "B"                   | Terrasa FC                        | 1-0       | 2-1              |
| 1985      | Club Deportivo Naval*               | Real Oviedo B                     | 1-3       | 4-1              |
| 1986      | CD Castellón B                      | Getafe CF                         | 10-0      | 2-2              |
| 1987      | Real Unión Club de Irún             | CD Trintxerpe                     | 0-1       | 1-2              |

Equipo desaparecido*

## Palmarés del Campeonato de España de Aficionados
| Equipo                              | Campeonatos                                        | Subcampeonatos | Detalles                                                        |
| ----------------------------------- | -------------------------------------------------- | -------------- | --------------------------------------------------------------- |
| Real Madrid Club de Fútbol "C"      | 8 (1960, 1962, 1963, 1964, 1965, 1966, 1967, 1970) | 1              | Bajo la denominación de Real Madrid Aficionados                 |
| Fútbol Club Barcelona "C" *         | 6 (1949, 1952, 1961, 1971, 1980, 1982)             | 8              | Bajo la denominación de F. C. Barcelona Amateur                 |
| Real Zaragoza "B" (1)               | 3 (1981, 1983, 1984)                               | 1              | Bajo la denominación de Real Zaragoza C. D. Aficionados         |
| Sevilla F. C. Amateur *             | 2 (1935, 1936)                                     | 4              |                                                                 |
| Agrupación Deportiva Ferroviaria    | 2 (1946, 1947)                                     |                |                                                                 |
| SD Eibar                            | 2 (1953, 1956)                                     |                |                                                                 |
| UD Salamanca*                       | 2 (1958, 1959)                                     | 1              |                                                                 |
| CD Cuatro Caminos*                  | 2 (1950, 1969)                                     |                |                                                                 |
| Real Unión de Irún                  | 2 (1934, 1987)                                     |                |                                                                 |
| SD Indautxu                         | 1 (1945)                                           | 4              |                                                                 |
| Club Ciosvin de Vigo*               | 1 (1931)                                           | 1              |                                                                 |
| SD Erandio Club                     | 1 (1933)                                           | 1              |                                                                 |
| Real Zaragoza (1)                   | 1 (1941)                                           | 1              |                                                                 |
| Valencia C. F. Mestalla             | 1 (1942)                                           | 1              | Bajo la denominación de C. D. Mestalla / Valencia C. F. Amateur |
| CD Castellón B                      | 1 (1986)                                           | 1              |                                                                 |
| Club Gijón*                         | 1 (1930)                                           |                |                                                                 |
| Imperio Club de Fútbol*             | 1 (1932)                                           |                |                                                                 |
| Real Avilés                         | 1 (1940)                                           |                |                                                                 |
| Club Langreano*                     | 1 (1943)                                           |                |                                                                 |
| Barreda Balompié                    | 1 (1944)                                           |                |                                                                 |
| CD Alcoyano Amateur* (2)            | 1 (1948)                                           |                |                                                                 |
| CD Basconia                         | 1 (1951)                                           |                |                                                                 |
| Boetticher & Navarro de Villaverde* | 1 (1954)                                           |                |                                                                 |
| Agromán CF*                         | 1 (1955)                                           |                |                                                                 |
| CD Galdakao                         | 1 (1957)                                           |                |                                                                 |
| Bilbao Athletic                     | 1 (1968)                                           |                |                                                                 |
| UD Aretxabaleta                     | 1 (1972)                                           |                |                                                                 |
| CD Anaitasuna                       | 1 (1973)                                           |                |                                                                 |
| SD Huesca                           | 1 (1974)                                           |                |                                                                 |
| Albacete Balompié                   | 1 (1975)                                           |                |                                                                 |
| CF Reus                             | 1 (1976)                                           |                |                                                                 |
| Toscal Club de Fútbol*              | 1 (1977)                                           |                |                                                                 |
| Cartagena FC                        | 1 (1978)                                           |                |                                                                 |
| UD Puzol                            | 1 (1979)                                           |                |                                                                 |
| CD Naval*                           | 1 (1985)                                           |                |                                                                 |
| AP Almansa*                         |                                                    | 3              |                                                                 |
| CD Getxo                            |                                                    | 2              |                                                                 |
| Hércules CF                         |                                                    | 1              |                                                                 |
| Club Deportivo Huesca*              |                                                    | 1              |                                                                 |
| CD Olímpic de Xàtiva                |                                                    | 1              |                                                                 |
| CD Alcoyano (4)                     |                                                    | 1              |                                                                 |
| AR Chamberí de Madrid*              |                                                    | 1              |                                                                 |
| Marín CF                            |                                                    | 1              |                                                                 |
| Rayo Vallecano                      |                                                    | 1              |                                                                 |
| CD Burriana                         |                                                    | 1              |                                                                 |
| SD Arenas                           |                                                    | 1              |                                                                 |
| Club Deportivo Azkoyen              |                                                    | 1              |                                                                 |
| Zeltia Deportivo Porriño*           |                                                    | 1              |                                                                 |
| Peñarroya-Pueblonuevo C.F.          |                                                    | 1              |                                                                 |
| Tomelloso CF*                       |                                                    | 1              |                                                                 |
| Club Atlético Osasuna "B"           |                                                    | 1              |                                                                 |
| Cultural Leonesa                    |                                                    | 1              |                                                                 |
| UD San Antonio                      |                                                    | 1              |                                                                 |
| Real Murcia Imperial                |                                                    | 1              |                                                                 |
| CP Cacereño                         |                                                    | 1              |                                                                 |
| Real Betis B                        |                                                    | 1              |                                                                 |
| UD Carcaixent                       |                                                    | 1              |                                                                 |
| RCD Español Amateur*                |                                                    | 1              |                                                                 |
| Mazarrón CF*                        |                                                    | 1              |                                                                 |
| Terrasa FC                          |                                                    | 1              |                                                                 |
| Real Oviedo Vetusta                 |                                                    | 1              |                                                                 |
| Getafe CF                           |                                                    | 1              |                                                                 |
| CD Trintxerpe                       |                                                    | 1              |                                                                 |

Equipo desaparecido*

## Palmarés por comunidades autónomas
| Región               | Campeón | Subcampeón |
| -------------------- | ------- | ---------- |
| Comunidad de Madrid  | 15      | 4          |
| País Vasco           | 11      | 8          |
| Cataluña             | 7       | 10         |
| Aragón               | 5       | 4          |
| Comunidad Valenciana | 4       | 7          |
| Asturias             | 3       | 1          |
| Andalucía            | 2       | 6          |
| Castilla y León      | 2       | 2          |
| Región de Murcia     | 2       | 2          |
| Castilla-La Mancha   | 1       | 4          |
| Galicia              | 1       | 3          |
| Canarias             | 1       | 1          |
| Cantabria            | 1       | -          |
| Navarra              | -       | 2          |
| Extremadura          | -       | 1          |
| La Rioja             | -       | -          |
| Baleares             | -       | -          |
| TOTAL                | 55      | 55         |